# Kaltengrundbach
Der Kaltengrundbach ist ein rechter Zufluss des Lohrbaches in den Landkreisen Aschaffenburg und Main-Spessart im bayerischen Spessart.

## Geographie

### Verlauf

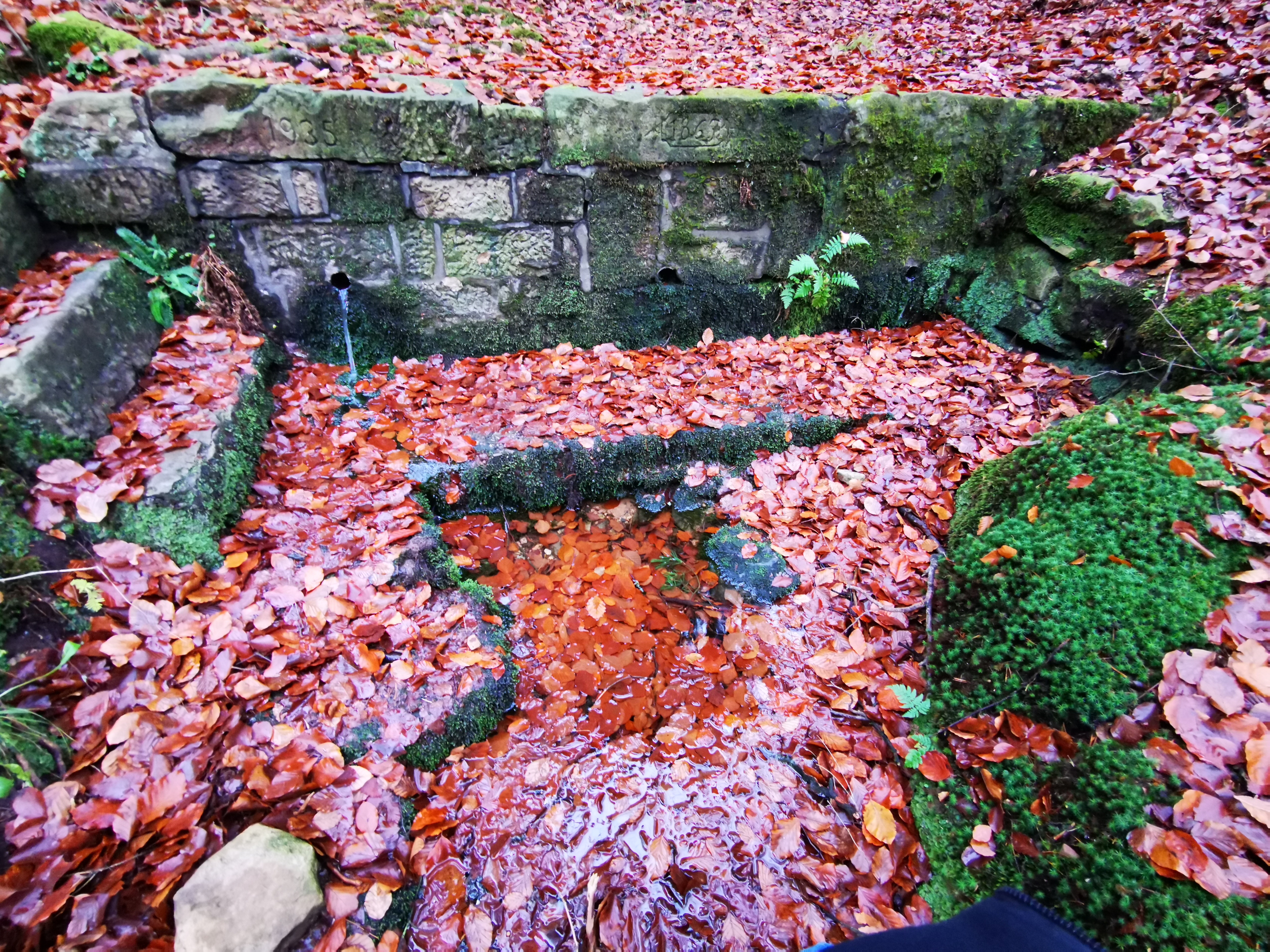
Kalter Brunnen

Der Kaltengrundbach entspringt dem Kalten Brunnen im  gemeindefreien Gebiet Rothenbucher Forst nördlich von Rothenbuch im Landkreis Aschaffenburg. Die Quelle ist in Stein gefasst. Kurz darauf überquert der Kaltengrundbach die Grenze zur Gemeinde Neuhütten in den Landkreis Main-Spessart. Er verläuft durch den Kalten Grund nach Nordwesten und durchfließt den Schwarzen See. Dort nimmt er einen Bach aus dem als Naturdenkmal ausgewiesenen Kaltengrundsee auf.
Der Kaltengrundbach verläuft weiter in nördliche Richtung. Der Talgrund gehört zum Naturschutzgebiet Spessartwiesen. Von links münden weitere kleine und namenlose Bäche, die im Forst Hain im Spessart entspringen. Der Kaltengrundbach verlässt den Kalten Grund, erreicht das Lohrbachtal und unterquert die Staatsstraße 2317 sowie die Trasse der Main-Spessart-Bahn. Zwischen Heigenbrücken und Neuhütten mündet er in den Lohrbach.

### Kaltengrundsee

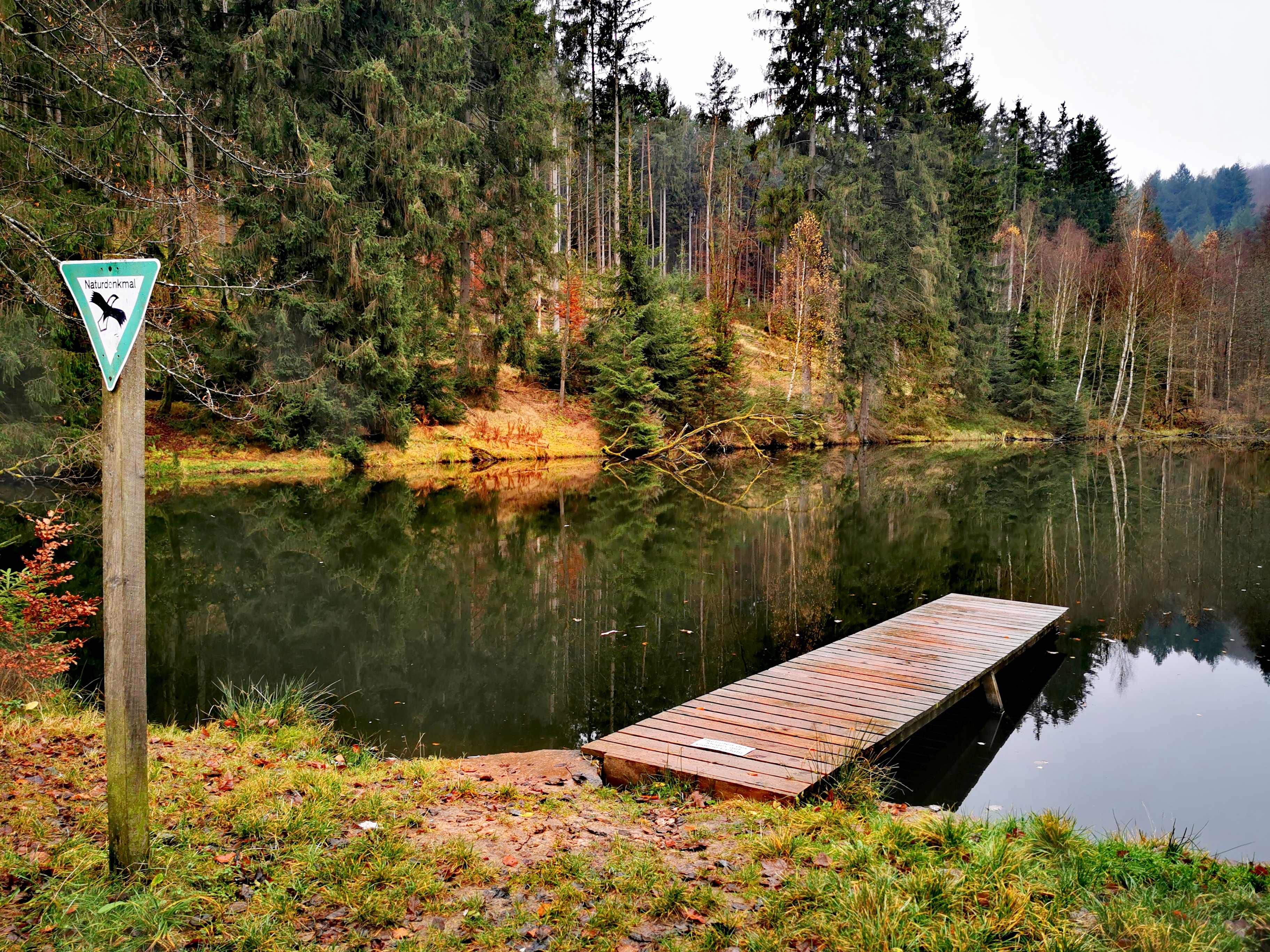
Kaltengrundsee

Der als Naturdenkmal ausgewiesenen Kaltengrundsee liegt im gemeindefreien Gebiet Rothenbucher Forst am südlichen Ende des Kalten Grundes auf 303 m ü. NHN am Fuße des Seekopfes (357 m). Er hat eine Fläche von etwa 0,5 ha und ist an seiner tiefsten Stelle 7 m tief. Gespeist wird er durch einen kleinen Bach, der aus Richtung der B 26 in den Kalten Grund fließt. In der Nähe des Steges am Ablauf befindet sich auch eine Quelle am Grund des Sees. Der abfließende Bach mündet nach ungefähr 40 m im Schwarzen See in den Kaltengrundbach.
Der Kaltengrundsee wurde 1935 vom Reichsarbeitsdienstlager Bischbornerhof als Nasslager geschaffen. Das Material für den Damm wurde mit Loren aus der näheren Umgebung antransportiert. Später wurde der Kaltengrundsee zur Fischzucht genutzt und seit 1973 als Biotop gehalten.

### Flusssystem Lohr
- Fließgewässer im Flusssystem Lohr

## Fauna
Im und um den Kaltengrundbach kommen Flussperlmuscheln und Biber sowie Bergmolche und Edelkrebse vor.